# 296987 Пйотрфлін
296987 Пйотрфлін (296987 Piotrflin) — астероїд зовнішнього головного поясу, відкритий 11 березня 2010 року в Андрушівці.
Тіссеранів параметр щодо Юпітера — 3,100.